# Franz Adolph von Treitschke
Franz Adolph Treitschke, seit 1821 von Treitschke (* 21. Februar 1793 in Dresden; † 25. Mai 1848 in Magdeburg) war Oberzollrat des Gründungsmitgliedes Sachsen im Deutschen Zollverein.

## Werdegang
Sein Vater war der sächsisch kurfürstliche Hof- und Justizrat Karl Friedrich Treitschke, der aus einer Leipziger Kaufmannsfamilie stammte. Sein Bruder und sein Sohn sind die sächsischen Generäle Eduard Heinrich von Treitschke und Heinrich Leo von Treitschke.
Treitschke begann mit einer kaufmännischen Ausbildung in Leipzig und übte danach die Tätigkeiten als Korrespondent, Kassierer und Buchhalter aus. Danach nahm er Ende 1813 gemeinsam mit seinem Bruder Eduard Heinrich in der sächsischen Armee an den Befreiungskriegen gegen Napoleon teil. Treitschke diente danach bis 1823 weiterhin als Offizier in der Sächsischen Armee. Obwohl nicht mehr in der Armee tätig, erhielt er in der Folge seines späteren Lebens noch 1848 den Charakter eines Majors der sächsischen Infanterie. Ab Juli 1821 waren die Gebrüder Treitschke als Reisebegleiter und Erzieher bei der Nachkommenschaft des zum Hochadel gehörenden Grafen Schönburg tätig. Hierzu wurden sie beide in den erblichen sächsischen Adelsstand erhoben (Entschließung des Königs vom 25. Juli 1821, Diplom vom 12. September 1821).
Von 1823 bis 1825 studierte Treitschke an der Universität Leipzig Rechtswissenschaften und erlangte hierzu das notwendige juristische Abschlussexamen. Danach trat er in den sächsischen Zivildienst in Dresden ein und war dort mit Führungsaufgaben in verschiedenen Verwaltungsinstitutionen tätig. 1834 trat Treitschke als Zollrat in die neu geschaffene Zoll- und Steuerdirektion in Dresden ein. Diese Tätigkeit leitete sich durch die Gründung des Deutschen Zollvereins mit dem Ziel eines wirtschaftlichen Binnenmarktes der angeschlossenen Länder u. a. auch Sachsen und der daraus entstandenen Neuorganisation der sächsischen Zollverwaltung ab. Hier wurde er 1840 Oberzollrat und im Jahr 1847 als sächsischer Zollvereinsbevollmächtigter zur Provinzialsteuerdirektion für die preußische Provinz Sachsen in Magdeburg abgeordnet. Treitschke starb 1848 in Magdeburg.

## Familie
Franz Adolph von Treitschke heiratete 1826 Emilie Vieth von Golsenau. Sie ist Großtante des Schriftstellers Ludwig Renn
Sie hatten 5 Kinder:
- Berta (1830–1904) ⚭ 1854 Moritz Adolph Nehrhoff von Holderberg (1822–1890), kgl. sächsischer Kriegsgerichtsrat
- Clara Maria Isabella (1833–1901) ⚭ 1853 Adalbert Friedrich Wilhelm von Hackewitz (1831–1892) Baron, Kgl. preuss. Rittmeister
- Adolf Victor von Treitschke (* 1836)
- Heinrich Leo von Treitschke (1840–1927), sächsischer General ⚭ Elise Kraft (1845–1926),
- Margarethe Marie Hedwig von Treitschke (1847–1928)

## Quelle
- Adelsdiplom für die Gebrüder Franz Adolph und Eduard Heinrich von Treitschke vom 12. September 1821

| Personendaten    | Personendaten                                                       |
| ---------------- | ------------------------------------------------------------------- |
| NAME             | Treitschke, Franz Adolph von                                        |
| KURZBESCHREIBUNG | Oberzollrat des Gründungsmitgliedes Sachsen im Deutschen Zollverein |
| GEBURTSDATUM     | 21. Februar 1793                                                    |
| GEBURTSORT       | Dresden                                                             |
| STERBEDATUM      | 25. Mai 1848                                                        |
| STERBEORT        | Magdeburg                                                           |